# تلمبه مرتضوی
تلمبه مرتضوی یک روستا از توابع دهستان کبوترخان واقع در بخش مرکزی شهرستان رفسنجان در شهرستان رفسنجان استان کرمان ایران است. این روستا بر اساس سرشماری سال ۱۳۸۵، جمعیتی نداشته‌است و گزارش نشده‌است.